# Galtarodes viettei
Galtarodes viettei là một loài bướm đêm thuộc phân họ Arctiinae, họ Erebidae.